# 茶根水库
茶根水库是中国广西壮族自治区玉林市博白县径口镇境内的一座水库，位于南流江支流茶根河上，建于1956年。水库正常库容为1031万立方米，集雨面积为24平方千米，海拔为82.78米。